# Durium senegalense
Durium senegalense är en insektsart som först beskrevs av Victor Antoine Signoret 1861.  Durium senegalense ingår i släktet Durium och familjen Tropiduchidae. Inga underarter finns listade i Catalogue of Life.